# Nečista krv
Le Sang impur
Pour les articles homonymes, voir Sang impur.
Le roman Nečista krv (en serbe cyrillique : Нечиста крв) ; en français : Le Sang impur), paru en 1910, est l'une des œuvres les plus célèbres de l'écrivain serbe de l'époque moderne, Bora Stanković (1876-1927). Le personnage principal est Sofka, la dernière descendante d'une famille de Vranje autrefois respectable. En parlant d'elle, Stanković évoque en fait l'ascension, la décadence et la disparition d'une famille au moment où, à la fin du XIXe siècle, le pachalik de Niš tombe entre les mains de la principauté de Serbie, qui devient de jure indépendante de l'Empire ottoman ; il dépeint la dépravation morale des membres de la famille, et l'accident qui atteint Sofka et qui se répercute sur ses descendants.
Ce roman est considéré comme un chef-d'œuvre du réalisme littéraire serbe et comme un des meilleurs romans de la littérature serbe.
Il a été traduit en anglais en 1932, sous le nom de Sophka (en serbe : Sofka), d'après le nom du personnage principal ; le traducteur était Alec Brown. Le roman Impure Blood est alors considéré comme un chef-d'œuvre de la littérature serbe et comme le début de la modernité. Le titre original a également été considéré comme « maladroit » lorsqu'il a été traduit en allemand en 1934. Le roman de Bora Stanković a été publié pour la première fois en France en 1940 aux éditions du Pavois ; il a été réédit dans une traduction de Marcel Cheymol-Voukassovitch, avec une préface d'André Chamson et Yves Chataigneau en 1949 puis à Lausanne en 1980 aux éditions L'Âge d'Homme.

## Résumé de l'intrigue
Le roman se déroule à Vranje, dans la Serbie méridionale, à la fin du XIXe siècle. Le personnage principal, Sofka, est une belle jeune femme de 26 ans née dans la famille de riches çorbacıs. Cependant, après que le sandjak de Niš a été rattaché à la Serbie et à cause des troubles sociaux qui en ont été la conséquence, la famille a perdu la plus grande partie de sa fortune ; cette situation conduit alors de père de Sofka, Effendi Mita, à la marier à Tomča, le fils âgé de 12 ans de gazda Marko, un parvenu de la nouvelle société. Marko, de son côté, aurait bien voulu garder Sofka pour lui-même, afin de la rendre prospère et de lui donner de beaux enfants. Pendant sa nuit de noces, la jeune mariée s'enferme avec Tomča dans la chambre nuptiale pour éviter Marko, qui bat sa propre épouse et supplie Sofka de le laisser entrer. Brusquement, Marko, rongé par son désir pour Sofka, quitte la maison pour participer à la guerre contre les Albanais ; il finit par y trouver la mort. Après sa mort, Sofka et Tomča coulent des jours heureux et le jeune marié devient un beau jeune homme. Cependant, Mita, le père de Sofka, se présente pour réclamer l'argent que lui avait promis Marko en échange de sa fille. Tomča, bouleversé d'apprendre que Sofka a été achetée par son père, se met à la maltraiter quotidiennement. Sofka, de son côté, se met à boire et les enfants à qui elle donne le jour sont pâles et malades, à cause de la malédiction d'un sang impur qui a commencé il y longtemps, avec les ancêtres de Sofka. Elle perd sa beauté et devient une vieille femme tranquille qui ne s'intéresse à rien sauf à s'adonner à la boisson et à rester assise en silence. À la fin du roman, Sofka est assise près de la cheminée où ne brûle aucun feu et qui ne contient que des cendres. On la voit remuer les cendres avec un bâton tandis que ses enfants courent autour de la maison.

## Quelques analyses et points de vue
Dans son ouvrage Kratka istorija srpske književnosti (Courte Histoire de la littérature serbe), l'historien de la littérature Jovan Deretić écrit à propos de Nečista krv : « Ce roman offre la somme de l'expérience narrative de Stanković et de sa connaissance de l'homme et du monde. Fondé comme une chronique sociale de sa ville natale, Nečista krv s'est clairement transformé en un roman de personnalités, fondé psychologiquement, sans perdre les caractéristiques essentielles d'un roman social. C'est peut-être le seul cas dans notre littérature où une harmonie complète entre les motivations sociologique et psychologique a été réalisée. Le personnage de Sofka, d'une beauté insolite, ainsi que ceux d'autres héros du roman, parmi lesquels se distingue la forte personnalité du patron Marko, le beau-père de Sofka, sont éclairés de l'intérieur, psychologiquement voire psychanalytiquement, de manière freudienne, mais tout ce qui leur arrive est motivé par des faits sociologiques : l'histoire deux familles appartenant à des classes différentes, un conflit entre l'ancien et le nouveau, entre les vieux riches, les čorbadžija, qui cachent leur lutte sans scrupules pour la préservation de soi sous des manières seigneuriales, et les nouveaux riches, généralement des paysans qui descendent dans la ville, y apportant du sang neuf, une énergie intacte et une agressivité destructrice ».
À propos de Sofka et du contrat passé par son père, Vladimir Jovičić a écrit : « Le je ne veux pas de Sofka et le tu dois d'Effendi Mita ne font que dissimuler et outrepasser les drames plus substantiels qui se sont enflammés en eux individuellement. (...) À première vue, Sofka, en partie sous la contrainte, en partie par pitié et par amour pour son père et sa famille, décide de se sacrifier pour au moins temporairement et en apparence mettre un terme à la ruine de la famille. Elle a dit je ne veux pas aussi parce qu'elle ne voulait vraiment pas ; elle a dit je ne peux pas parce qu’elle ne le pouvait vraiment pas. (...) Et pourtant, on le sait, Sofka n'a pas pu résister. Pourquoi ? Pendant des années, rêvant en vain et errant dans la solitude, elle a passé sa virginité de plus en plus paniquée, se doutant que ses rêves brumeux ne se réaliseraient jamais. (...) Elle s'en est convaincue au hammam, puis pour la première fois elle a pleuré impuissante comme un enfant. Dès lors, les larmes ont commencé à couler et, jusqu'à la fin, elles se sont mêlées à de la rakija dans laquelle elle cherchait désespérément du réconfort pour ses rêves perdus et sa vie piétinée ».
Vladislav Panić donne une lecture psychanalytique du roman : « Ayant grandi dans des conditions et une famille au-dessus du monde, qui ne socialisait pas avec son environnement, Sofka est restée isolée, ce qui a pour conséquence de restreindre les possibilités de développement de l'objet de la libido. Cela a conduit à une augmentation du narcissisme secondaire et au renforcement des liens incestueux. L'amour non réalisé avec les parents est très fatal pour l'enfant car il n'y avait aucune condition pour que cette relation soit rassasiée et surmontée. Effendi Mita ressentait et connaissait bien tout le pouvoir de l'argent dans une société de classe pauvre, et toute la misère quand on n'en avait pas. Il n'avait pas d'autre amour ni d'autre peur. Son humiliation devant Sofka n'avait pas la même signification pour lui que pour Sofka elle-même. En voyant son père pauvre, elle cesse de l'aimer et de l'apprécier, ce qui signifie qu'elle n'était pas non plus à l'abri de ce type de fétichisation. Dès que cet idéal paternel était renversé, Sofka était prête à faire l'amour. Mais quel genre d'amour ? Dans la période suivante, Sofka sera deux fois au seuil de l'amour. Mais les deux ont un caractère incestueux et aucun ne sera réalisé. Le premier amour avec le beau-père Marko était donc avec un homme qui avait le rôle d'un père. Ce n'est pas un hasard. Le deuxième amour était, encore une fois, incestueux, mais Sofka apparaît maintenant dans le rôle d'une mère élevant un enfant qui deviendra plus tard son mari. L'égoïsme d'Effendi Mita a un rôle bien plus important. Stanković l'a dépeint sous plusieurs formes et à plusieurs endroits. De l'égoïsme infantile, quand il entasse dans la maison les gâteaux qu'il aime, ne laissant personne y goûter, à la vente de sa fille unique. Le sommet de son égoïsme sans bornes s'est manifesté lorsqu'il est venu rendre visite à Sofka, dans sa nouvelle maison, et qu'il l'a vue satisfaite et heureuse avec Tomča. Le bonheur de Sofka était plus lourd que sa propre misère et sa propre pauvreté. On peut comprendre cet égoïsme pathologique comme la jalousie incestueuse d'un père pour une fille qui parvient au bonheur sans lui, voire l'oublie. L'égoïsme d'Effendi Mita et l'acte odieux qu'il a commis dans la nouvelle maison de Sofka n'auraient pas été si dévastateurs s'ils n'avaient pas trouvé un terrain fertile, la nature sauvage de Tomča, qui attendait secrètement qu'il se déchaîne et gouverne son être. Son sadisme envers Sofka a duré toute sa vie, aussi longtemps que la résistance passive de Sofka à son égard. En règle générale, les héros de Stanković ne persévèrent jamais au combat. Ses héros se battent comme ça et à tel point que leur chute serait plus spectaculaire et tragique. La profondeur de la chute de Sofka est proportionnelle à la hauteur à laquelle elle et ses ancêtres s'étaient élevés ».
En 2019, quelques auteurs du monde du théâtre ont apporté leur point de vue sur le roman. La dramaturge Maja Todorović, qui a adapté pour la scène du Théâtre national de Belgrade a écrit : « La différence entre elle (Sofka) et toutes mes autres héroïnes est que son histoire ne se termine pas par une mort tragique mais par une vie tragique. Sofka, qui était une femme forte, pleine de passion et de vie, devient la victime de mauvais traitements et s'accuse elle-même et son sang impur pour les mauvais traitements de son mari. Cela résonne-t-il comme familier ? Nous vivons à une époque où les femmes sont encore victimes de mauvais traitements et je ne parle pas du mouvement #MeToo, de la scène populaire ou de Hollywood. Je parle des femmes que nous voyons tous les jours, de nos sœurs, de nos amies, de nos mères... (...) Ce n'est pas une question de féminisme ou d'égalité des genres ni de savoir si je suis un auteur ou une auteures. Cela concerne la violence qui souvent survient entre des gens qui s'aimaient. Que leur arrive-t-il qui change leur amour en rage impossible à arrêter ? Est-ce une forme de sang impur qui se transmet de génération en génération, attendant seulement d'être embrasé ou quelque chose qui survient sous l'influence de l'environnement dans lequel nous vivons ? (...) Les temps ont changé, notre société et nos modes de vie ont également changé mais je crois que les conséquences de relations familiales non résolues et la violence sont toujours identiques et douloureuses en tous temps et en tous lieux ».

## Adaptations dramatiques et cinématographiques
Nečista krv a été adapté au théâtre par Gradimir Mirković en 1975 pour le Théâtre national de Belgrade et une nouvelle fois en 2019, dans une version réécrite par Maja Todorović et dans une mise en scène de Milan Nešković,. En 2019 également, une adaptation de Nečista krv a été représentée par Tijana Grumić pour le Théâtre Bora Stanković de Vranje,.
En 2008, le Théâtre national de Belgrade a donné pour la première fois un ballet intitulé Nečista krv, inspiré par des œuvres de Borisav Stanković ; il était chorégraphié et dirigé par Lidija Pilipenko, qui était également l'auteur du livret, sur des musiques de Stevan S. Mokranjac, Petar Konjović, Vasilije Mokranjac et Stevan Hristić ; la notice du théâtre explique ainsi le choix du titre : « Préoccupé par Le Sang impur, Bora définit le sang comme une malédiction humaine, une malédiction qui excite, qui conduit à la folie et finalement à la destruction. Et c'est la raison pour laquelle la totalité du ballet de ce soir sur Bora Stanković est intitulée d'après son œuvre célèbre - Le Sang impur. ».
En 1996, le film Nečista krv a été tourné par Stojan Stojčić, sur un scénario de Stojan Stojčić et Slaven Radovanović d'après le roman de Borisav Stanković, avec Maja Stojanović (Sofka), Rade Šerbedžija (Marko), Ljuba Tadić (Effendi Mita) et Filip Gajić (Tomča). En 2012, une série intitulée Tajna nečiste krvi (Le Secret de sang impur), fondée sur le roman Nečista krv et sur le drame Koštana a été réalisée par Stojan Stojčić pour la chaîne Happy TV ; la série comptait les mêmes acteurs principaux que le film de 1996, et Svetlana Ražnatović (la chanteuse Ceca) dans le rôle de Koštana.